# Bottwar
Die Bottwar ist ein rechter Nebenfluss der Murr in Baden-Württemberg. Sie entspringt in den Löwensteiner Bergen und fließt in südwestliche Richtung. Das Bottwartal bildet den nordöstlichen Winkel des Landkreises Ludwigsburg, zu kleineren Teilen fließt sie auch im Landkreis Heilbronn.

## Name
Es wird angenommen, dass der Name des Flusses von dem der Stadt Großbottwar abgeleitet ist, der bereits im Jahr 779 als Boteburon und 873 als Bodibura erwähnt wird. Erstmals 1260 wird der Fluss urkundlich Botebor genannt.
Zum Ursprung des Ortsnamens gibt es zwei Theorien. Die eine leitet den Namen vom Keltischen ab und deutet ihn als „Siedlung im Überschwemmungsgebiet“ oder „Sumpfsiedlung“. Ein ähnlicher Flussname, für den dieselbe Ableitung aus dem Keltischen angenommen wird, ist die slowakische Bodva.
Die andere Ableitung deutet den Ortsnamen mit Bezug auf den germanischen Vornamen Bodo als „Häuser des Bodo“.
In einer Urkunde von 1555 erscheint der Name des Flusses als Altbach. Diese Bezeichnung setzte sich jedoch nicht durch, stattdessen wurde die Stadt später Großbottwar genannt, auch zur Unterscheidung vom weiter flussabwärts gelegenen Dorf Kleinbottwar, und der Name wurde auf den Fluss übertragen. Das Amt mit Sitz in Großbottwar wurde jedoch noch lange „Amt Bottwar“ genannt.
Ein Zufluss der Bottwar, der von Winzerhausen kommend bei Großbottwar mündet, heißt Kleine Bottwar.

## Geographie

### Verlauf

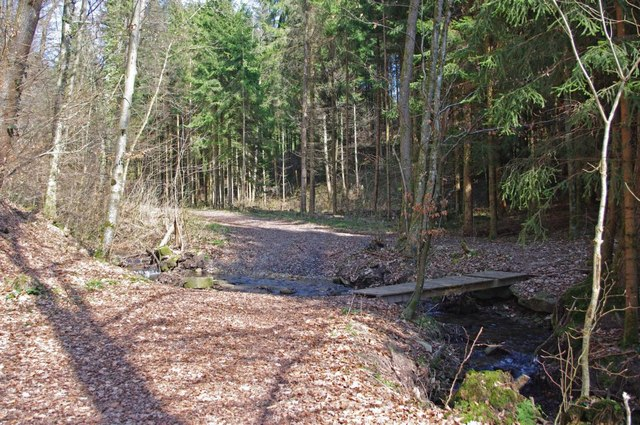
Die Bottwar bei Prevorst

Die Bottwar entsteht etwa 0,4 km westlich des Stocksberger Jagdhauses auf etwa 477 m ü. NHN an der Gemeindegrenze zwischen Beilstein im Nordwesten – auf dieser Seite grenzt das Waldgewann Eselsbiß an – und der südlich von Stocksberg liegenden Gemeindeexklave von Löwenstein im Südwesten – von ihr grenzt das Seizengehren an. Sie wird anfangs Auklingenbach genannt und fließt in schon bald tiefem Tal nach Süden und tritt nach etwa einem Kilometer auf die Gemarkung von Oberstenfeld über.
Danach läuft die Bottwar zunächst in südwestlicher Richtung schon unter ihrem Namen Bottwar an der Oberen Ölmühle vorbei, an der folgenden Unteren Ölmühle läuft ihr von links der Brudertalbach aus dem Süden Prevorsts zu. Hier tritt auch die K 2092 aus derselben Richtung ins Tal, das hier Prevorster Tal genannt wird, bis sie vor Gronau aus dem Wald tritt, von links die Kurzach aufnimmt und dann gleich Gronau erreicht. Ab hier zieht sie nun durch offene Landschaft. Hinter dem Ort mündet von rechts der lange Schmidbach, und schon am Anfang des nachfolgenden Gemeindehauptorts Oberstenfeld mit dem Söhlbach nochmals von rechts ein recht langer Zufluss. Alle drei Zuflüsse sind am Ort des Zusammenflusses ungefähr gleich lang wie die Bottwar selbst oder sogar länger.
Ab Oberstenfeld hat sich das Landschaftsbild grundlegend gewandelt. Die Bottwar hat das Neckarbecken erreicht und fließt nun in einem weiten, durch Siedlung und Verkehr recht belebten Tal, dessen Hänge ebenso wie die der Seitentäler stark vom Weinbau geprägt sind, während die Löss-Flächen in Flussnähe landwirtschaftlich genutzt werden. Auf der rechten, nordwestlichen Talseite stehen mit dem Wunnenstein, dem Forstberg und dem Köchersberg drei Zeugenberge der Löwensteiner Berge, auf der linken Talseite markieren Lichtenberg (mit der gleichnamigen Burg), Harzberg und Benning die südwestlichsten Ausläufer der Höhenzüge.

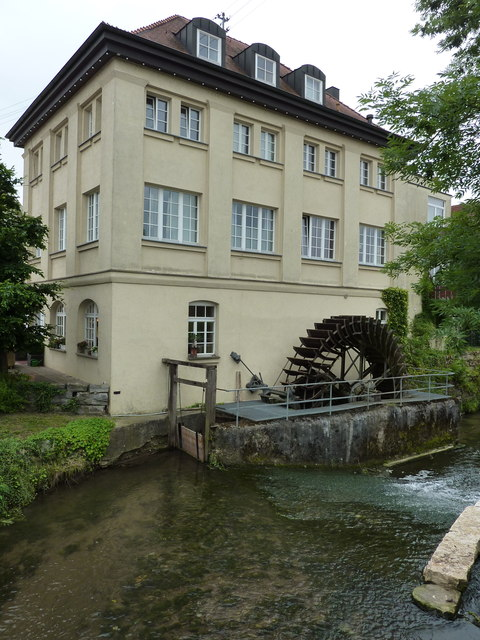
Die Bottwar kurz vor ihrer Mündung in die Murr

Dicht hinter Oberstenfeld tritt die Bottwar auf Großbottwarer Gebiet über, rechts am Ortsteil „Hof und Lembach“ vorbei erreicht die Bottwar die Stadt selbst, in der sie die nordöstlich am rechten Ufer anschließende Altstadt passiert und dann von derselben Seite die Kleine Bottwar aufnimmt. Der Fluss hat nun zwei Drittel seines Weges hinter sich gebracht, fließt südwärts aus dem Stadtgebiet aus und tritt auf die Gemarkung von Steinheim an der Murr über, wo er zunächst Kleinbottwar durchquert. Hier tieft der kleine Fluss mit Erreichen des Muschelkalks sein Tal noch ein wenig ein, erreicht jedoch bald auf nun wieder südwestlichem Kurs Steinheim selbst. Hier passiert die Bottwar den alten Ortskern auf dem Mündungssporn zu ihrer Linken, verläuft einige hundert Meter neben einem Industriegebiet in begradigtem Lauf und mündet dann etwa 18 km unterhalb ihres Ursprungs auf etwa 194 m ü. NHN von rechts in die unterste Murr.
Der etwa 18,34 km lange Lauf der Bottwar endet ungefähr 286 Höhenmeter unterhalb ihrer Quelle, sie hat somit ein mittleres Sohlgefälle von circa 16 ‰.

### Einzugsgebiet
Das Einzugsgebiet der Bottwar umfasst etwa 80 km², an ihm gemessen ist sie der größte Zufluss der Murr, an Länge wird sie jedoch vom Buchenbach übertroffen.
Ihr Einzugsgebiet liegt je zur Hälfte im Südwesten der Löwensteiner Berge und im angrenzenden Teil des östlichen Neckarbeckens. Im Norden reicht es ungefähr bis zum südlichen Abzweig der K 2097 von der in Richtung Westen nach Etzlenswenden laufenden L 1116. Dem Höhenweg der Kreisstraße folgt die Wasserscheide recht nahe durch Stocksberg bis nach Prevorst und läuft ab hier zwischen Kurzach und Nassach hindurch bis zur Charlottenhöhe auf dem Fuchsberg. Hier knickt sie nach Westen ab bis nördlich von Altersberg und biegt dann nach Südwesten ein, quert das Segelfluggelände auf der offenen Hochfläche und erreicht über den Sattel beim Neuwirtshaus an der querenden Straße von Oberstenfeld nach Aspach den Gipfel des Harzbergs. Von hier geht es über den Forsthof recht beständig südwestlich weiter bis zur Mündung in Steinheim.
Von dort zieht die Einzugsgebietsgrenze nördlich weiter, rechts an Höpfigheim vorbei bis auf die Waldkuppe des Kälblings, dann in einem Vorsprung über die Mundelsheimer Autobahn-Anschlussstelle bis zum östlichen Hummelsberg und über den Wunnenstein östlich zurück. Westlich an Beilstein und östlich an Helfenstein vorbei zieht die Wasserscheide nun nördlich bis zum Sporn der Burg Wildeck, gegen dessen Richtung nach Ostnordosten zwischen Farnersberg und Etzlenswenden hindurch bis an den Straßenabzweig südlich von Löwenstein zurück.
Im Norden umfasst es noch Burg Wildeck und die „Sieben Weiler“ um Etzlenswenden, weiter wird seine Grenze markiert durch die Höhenstraße, die an Stocksberg und Prevorst vorbeiläuft, durch den Höhenweg Richtung Kurzach/Nassach und den Fuchsbühl. Weitere markante Wasserscheiden sind im Osten das Neuwirtshaus an der Straße von Oberstenfeld nach Aspach und im Westen der Wunnenstein. Bei Winzerhausen (Ortsteil von Großbottwar) reicht das Einzugsgebiet noch etwas über die A 81 hinaus.
Konkurrenten jenseits der Wasserscheide sind im Uhrzeigersinn: die Schozach im Nordwesten und Norden; die Sulm ganz kurz im Norden; die „Spiegelberger“ Lauter von Norden bis Osten; Klöpferbach, Wüstenbach, dann einige kleinere Zuflüsse der Murr im Südosten; kleinere Bäche zum Neckar im Südwesten und der Liebensteiner Bach im Westen.
Am Pegel Steinheim, der 1,2 km oberhalb der Mündung steht, hat die Bottwar einen mittleren Abfluss von 0,66 m³/s.

### Zuflüsse
Liste der Zuflüsse von der Quelle bis zur Mündung. Mit Länge, teilweise Einzugsgebiet, jeweils gerundet auf eine Nachkommastelle; teilweise mit Quell- und Mündungshöhen. Andere Quellen sind vermerkt.
Quelle der zunächst Auklingenbach genannten Bottwar etwa 0,4 km westlich des Stocksberger Jagdhauses an der Grenze zwischen Beilsteiner und Löwensteiner Wäldern auf etwas unter 480 m ü. NHN. Der Bach fließt zunächst in einem Westbogen auf der Gemeindegrenze nach Süden.
- (Bach aus der Schleifklinge), von links und Nordosten auf unter 390 m ü. NHN, 1,0 km und ca. 0,6 km².[LUBW 6] Entsteht auf etwa 475 m ü. NHN. Die Grenze der vom Beilsteiner Gebiet vom übrigen Gebiet Löwensteins im Norden getrennten Gemeindeexklave mit dem Stocksberger Jagdhaus als einzigem Siedlungsplatz zieht diesem Zulauf entlang bergauf, der Auklingenbach tritt an seiner Zumündung ganz auf die Oberstenfelder Exklave um Prevorst über und läuft nun südwestlich.
- (Waldklingenbach vom Steinbühl), von links und Südosten auf etwa 374,3 m ü. NHN[LUBW 7], 0,7 km und ca. 0,3 km².[LUBW 6] Entsteht auf etwa 450 m ü. NHN.
Am Austritt aus der Prevorster Exklave auf den Hauptteil der Beilsteiner Gemarkung wechselt der hier 2,5 km lange Auklingenbach etwas vor der Oberen Ölmühle den Namen zu Bottwar und läuft dann bald in der engen Wiesenaue des Prevorster Tals.
Am Eintritt ins Beilsteiner Stadtgebiet endet der Abschnitt Auklingenbach, von nun an heißt das Gewässer Bottwar.
- Brudertalbach, von links und Ostsüdosten auf etwa 270 m ü. NHN am Beilsteiner Wohnplatz Untere Ölmühle, 3,1 km und ca. 1,93 km².[LUBW 6] Entspringt dem Spitzersbrunnen auf etwas unter 460 m ü. NHN dicht bei Prevorst. Entlang dieses Zuflusses steigt die K 2092 ins Tal ab.
- Kurzach, von links und Westen auf 249,8 m ü. NHN[LUBW 7] kurz nach dem Wechsel auf Oberstenfelder Gemarkung und kurz vor dessen Dorf Gronau, 5,1 km und 8,8 km². Entsteht östlich des Spiegelberger Weilers Kurzach auf etwa 440 m ü. NHN.
- Schmidbach, von rechts und Nordnordosten auf etwa 230 m ü. NHN zwischen Gronau und Oberstenfeld, 8,6 km und 14,1 km². Entsteht auf etwa 480 m ü. NHN im Wald Eselsbiss westlich von Stocksberg, nur 0,3 km nördlich der Auklingenbach-Quelle.
Ab diesem Zufluss läuft die Bottwar südlicher.
- Söhlbach, von rechts und Norden in Oberstenfeld auf über 225 m ü. NHN, 5,6 km und 7,3 km². Hat zwei Oberläufe, der kürzere entwässert den Annasee auf 376,1 m ü. NHN[LUBW 7], der fast doppelt so lange mit etwa doppelt so viel Einzugsgebiet entsteht auf etwas unter 350 m ü. NHN östlich der Burg Wildeck und etwa 0,7 km nördlich des Annasees.
- Hasenbach, von links und Südosten kurz danach in Oberstenfeld, 3,1 km und ca. 4,0 km².[LUBW 6] Entsteht auf unter 360 m ü. NHN im Hangwald Eschach.
- Heuerbach, früher Hetterbach, von rechts und Nordwesten auf über 220 m ü. NHN an der Kläranlage von Oberstenfeld, 3,0 km und ca. 2,2 km².[LUBW 6] Entsteht auf unter 285 m ü. NHN am Nordwestfuß des Forstbergs.
- Mäusklingenbach, von rechts und Nordwesten auf etwa 220 m ü. NHN gegenüber dem Großbottwarer Ortsteil Hof und Lembach, 1,5 km und ca. 0,6 km².[LUBW 6] Entsteht auf der Höhe auf etwa 255 m ü. NHN.
- Lembach, von links und Osten durch Hof und Lembach auf 218,4 m ü. NHN[LUBW 8], 2,2 km und ca. 2,5 km².[LUBW 6] Entsteht unter dem Ostteil des Weinberghangs Eichpfad auf unter 300 m ü. NHN.
- (Mühlkanal Benzenmühle), von links und Nordosten auf 216,4 m ü. NHN[LUBW 9] just noch hinter dem Staudamm des Hochwasserrückhaltebeckens Hoftal vor der Benzenmühle am Ortseingang von Oberstenfeld, 0,8 km. Geht in Hof und Lembach links vom mündenden Lembach ab.
- Amselrainbach, von links und Osten auf etwa 218 m ü. NHN bei der Benzenmühle am Nordostrand von Großbottwar, 1,2 km und ca. 1,0 km².[LUBW 6] Entsteht am Waldrand auf etwa 250 m ü. NHN.
- (Bach von der Halden), von links und Südwesten auf etwa 215 m ü. NHN in Großbottwar, 1,0 km und ca. 0,4 km².[LUBW 6] Entsteht am unteren Waldrand der Halden auf etwa 265 m ü. NHN.
- Rohrbach(?[8]), von links und Südosten auf etwa 212 m ü. NHN in Großbottwar, ca. 2,2 km[LUBW 10] und ca. 1,8 km².[LUBW 6] Entfließt auf etwa 293 m ü. NHN im Waldgewann Wanne einem etwa 0,4 ha großen Teich. Entwässert einige Teiche. Unbeständig. Im Mündungsort verdolt.
- Kleine Bottwar, von rechts und Nordwesten auf etwa 210 m ü. NHN im abwärtigen Großbottwar, 4,8 km und 13,5 km². Entsteht westlich der A 81 im beginnenden Wald auf etwa 270 m ü. NHN.
- (Seitenzweig), von rechts und Nordnordwesten auf 208,2 m ü. NHN[LUBW 9] im Kleinbottwartal zwischen Groß- und Kleinbottwar, 0,8 km und ca. 0,4 km².[LUBW 6] Geht zuvor etwas nach Großbottwar rechts ab.
- Hagelsklingengraben, von rechts und Nordwesten auf etwa 207 m ü. NHN an der Gemeindegrenze zu Steinheim an der Murr, 1,4 km und ca. 0,6 km².[LUBW 6] Entsteht in den Abtsäckern auf etwa 265 m ü. NHN.
- Wehrbach, von rechts und Osten auf etwa 206 m ü. NHN in Kleinbottwar, 1,8 km und ca. 1,2 km².[LUBW 6] Entsteht nördlich des zugehörigen Weilers Forsthof auf etwa 280 m ü. NHN.
- Riedbach, von rechts und Norden in Steinheim einen Steinwurf vor der Bottwar-Mündung, 3,1 km und ca. 2,6 km².[LUBW 6] Entsteht westlich von Kleinbottwar im Schlauch auf etwa 245 m ü. NHN.

Mündung der Bottwar in Steinheim an der Murr neben der Industriestraße auf 194 m ü. NHN von links und zuletzt Nordosten in die unterste Murr. Der Bach ist hier 18,3 km lang und hat ein 79,6 km² großes Einzugsgebiet.

## Verkehr
Größere Verkehrswege führen nicht durch das Bottwartal; die Bottwartalbahn, die einst Marbach am Neckar mit Heilbronn verband, wurde 1968 eingestellt und ihre Trasse in einen Radweg umgewandelt.

## Naturschutz
Bis zum Austritt aus dem Wald oberhalb von Gronau liegt die Bottwar im Naturpark Schwäbisch-Fränkischer Wald. Ein Quellgebiet dort rechts in der Kohlkammer ist als flächenhaftes Naturdenkmal ausgewiesen. Danach zieht der Fluss außer in Ortschaften und abgesehen vom kurzen Abschnitt zwischen Gronau und Oberstenfeld durch verschiedene Landschaftsschutzgebiete.
Im Gewässerbericht 2004 wurde der Flusslauf bis Gronau als „gering belastet“ (Güteklasse I-II) eingestuft, unterhalb davon als „mäßig belastet“ (Güteklasse II).

### LUBW
Amtliche Online-Gewässerkarte mit passendem Ausschnitt und den hier benutzten Layern: Lauf und Einzugsgebiet der Bottwar

Allgemeiner Einstieg ohne Voreinstellungen und Layer: Daten- und Kartendienst der Landesanstalt für Umwelt Baden-Württemberg (LUBW) (Hinweise)
1. 1 2  Höhe nach dem Höhenlinienbild auf dem Hintergrundlayer Topographische Karte.
2. ↑  Höhe nach Beschriftung in Blau auf dem Hintergrundlayer Topographische Karte des LUBW-Kartenservers bei Maßstab 1:25.000.
3. 1 2  Länge nach dem Layer Gewässernetz (AWGN).
4. 1 2  Einzugsgebiet aufsummiert aus den Teileinzugsgebieten nach dem Layer Basiseinzugsgebiet (AWGN).
5. ↑  Einzugsgebiet nach dem Layer Basiseinzugsgebiet (AWGN).
6. 1 2 3 4 5 6 7 8 9 10 11 12 13 14  Einzugsgebiet abgemessen auf dem Hintergrundlayer Topographische Karte.
7. 1 2 3  Höhe nach schwarzer Beschriftung auf dem Hintergrundlayer Topographische Karte.
8. 1 2  Höhe nach blauer Beschriftung auf dem Hintergrundlayer Topographische Karte.
9. 1 2  Höhe nach Beschriftung in Grau auf dem Hintergrundlayer Topographische Karte des LUBW-Kartenservers bei Maßstab 1:25.000.
10. ↑  Länge abgemessen auf dem Hintergrundlayer Topographische Karte.

### Andere Belege
1. ↑  Josef Schmithüsen: Geographische Landesaufnahme: Die naturräumlichen Einheiten auf Blatt 161 Karlsruhe. Bundesanstalt für Landeskunde, Bad Godesberg 1952. → Online-Karte (PDF; 5,1 MB)
2. ↑  Wolf-Dieter Sick: Geographische Landesaufnahme: Die naturräumlichen Einheiten auf Blatt 162 Rothenburg o. d. Tauber. Bundesanstalt für Landeskunde, Bad Godesberg 1962. → Online-Karte (PDF; 4,7 MB)
3. ↑  Friedrich Huttenlocher, Hansjörg Dongus: Geographische Landesaufnahme: Die naturräumlichen Einheiten auf Blatt 170 Stuttgart. Bundesanstalt für Landeskunde, Bad Godesberg 1949, überarbeitet 1967. → Online-Karte (PDF; 4,0 MB)
4. 1 2  Pegel Steinheim / Bottwar (Memento des Originals vom 5. Dezember 2022 im Internet Archive)  Info: Der Archivlink wurde automatisch eingesetzt und noch nicht geprüft. Bitte prüfe Original- und Archivlink gemäß Anleitung und entferne dann diesen Hinweis. bei Hochwasservorhersagezentrale, Landesanstalt für Umwelt Baden-Württemberg
5. ↑  grossbottwar-feiert.de: Die Menschen im Bottwartal sprechen Mantakisch (Memento vom 29. Mai 2009 im Internet Archive) (Website zum Stadtjubiläum Großbottwars)
6. ↑  grossbottwar.de: Historischer Stadtrundgang: Bemerkungen zur Stadtgeschichte (Memento vom 1. Dezember 2007 im Internet Archive)
7. ↑  Willi Müller-Erdmannhausen: Die Flußnamen unseres Kreises. In: Hie gut Württemberg. Band 1, Nr. 9, 1950, S. 67–68.
8. ↑  Name Rohrbach erschlossen aus demselben Gewannamen am Mittellauf.
9. ↑  Gewässergütekarte Baden-Württemberg 2004 (Memento vom 16. September 2008 im Internet Archive)